# Fontainea pancheri
Fontainea pancheri är en törelväxtart som först beskrevs av Henri Ernest Baillon, och fick sitt nu gällande namn av Édouard Marie Heckel. Fontainea pancheri ingår i släktet Fontainea och familjen törelväxter. Inga underarter finns listade i Catalogue of Life.